# Miquel Salvà i Munar
|  | «Miquel Salvà» redirigeix aquí. Vegeu-ne altres significats a «Miquel Salvà Llompart». |

Miquel Salvà i Munar (Algaida, 4 de novembre de 1792 – Palma, 5 de novembre de 1873) fou un bisbe mallorquí. Va ordenar-se capellà el 1814 i fou coadjutor a la parròquia de Sant Jaume a Palma. El 1820 fou nomenat secretari de la Diputació Provincial fins al 1823 que va emigrar a l'estranger per les seves idees polítiques. Anys després tornà a Espanya i visqué a Madrid on va ser oficial de la secretaria de la Interpretació de llengües i primer redactor de la "Gaceta" de Madrid. Més tard fou membre de la Junta d'Instrucció Pública, auditor honorari del Tribunal de la Rota i bibliotecari del Duc d'Ossuna i de la Reina Isabel II. Va tenir diferents càrrecs a la "Reial Acadèmia de la Història" i fou bisbe de Mallorca entre els anys 1851 i 1873.

## A la Reial Acadèmia de la Història
Fou nomenat acadèmic supernumerari el 2 d'abril del 1831 i va prendre possessió el 3 de juny del mateix any. Acadèmic numerari el 29 d'abril del 1836, va prendre possessió a la junta del mateix dia.
Va ser tresorer de la Reial Acadèmia de la Història en tres ocasions:
- del 24 de novembre del 1837 al 7 de novembre del 1841
- del 16 de desembre del 1842 al 9 de desembre del 1843
- del 20 de desembre del 1844 al 28 de novembre del 1847.

Va ser bibliotecari d'aquesta Reial Acadèmia del 16 de juliol del 1833 al 9 d'agost del 1833.

## Etapa de bisbe
Consagrat bisbe de Mallorca a Madrid l'1 de gener del 1852 i possessionat de la Seu el 25 de març següent, va passar a la classe de corresponent el 24 de setembre d'aquell any, per no tenir fixada la seva residència a Madrid.
Va participar en activitats del Senat a la legislatura 1858-1860 com a senador vitalici, nomenat pel Reial Decret 1859-09-24.
El 13 de setembre del 1856, va declarar a la Congregació d'"Hermanas Franciscas Hijas de la Misericordia" de dret diocesà, i l'11 de març de 1871 el Papa Pius IX va declarar-la de dret pontifici.
El 1870, en quedar vídua Alberta Giménez, li demanà que es fes càrrec, com a directora, del Real Colegio de La Pureza, fundat el 1809 a Palma pel bisbe Bernat Nadal i Crespí, que en aquells moments es trobava en decadència.
Es va distingir per la seva caritat, especialment durant el còlera morbus en 1865. Amb la seva edat i malalties i amb manca de vista va acudir a hospitals i cases de malalts sense descans. Fou premiat amb la gran creu de beneficència.